# Soncha Scrittüra

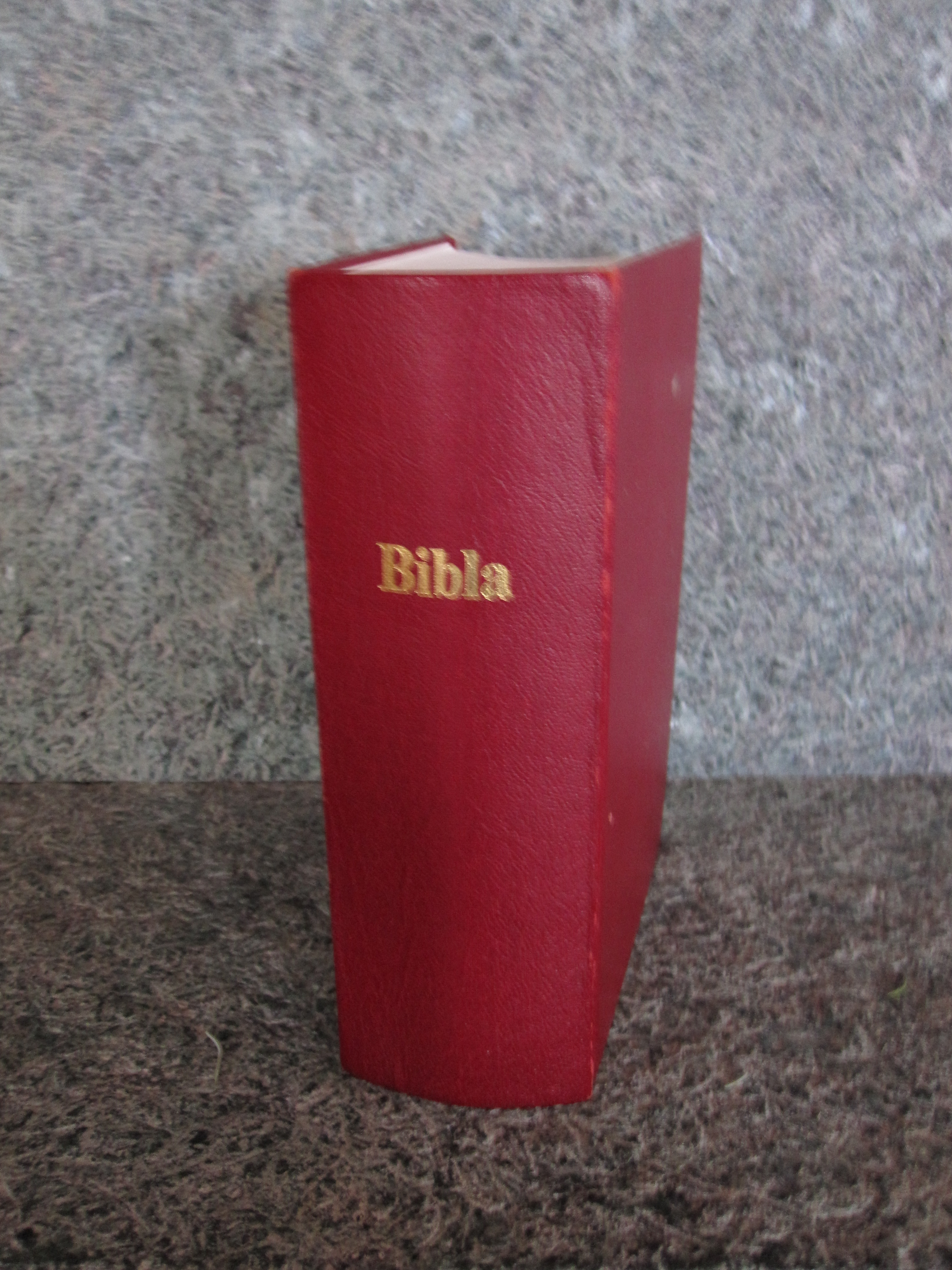
Die Soncha Scrittüra

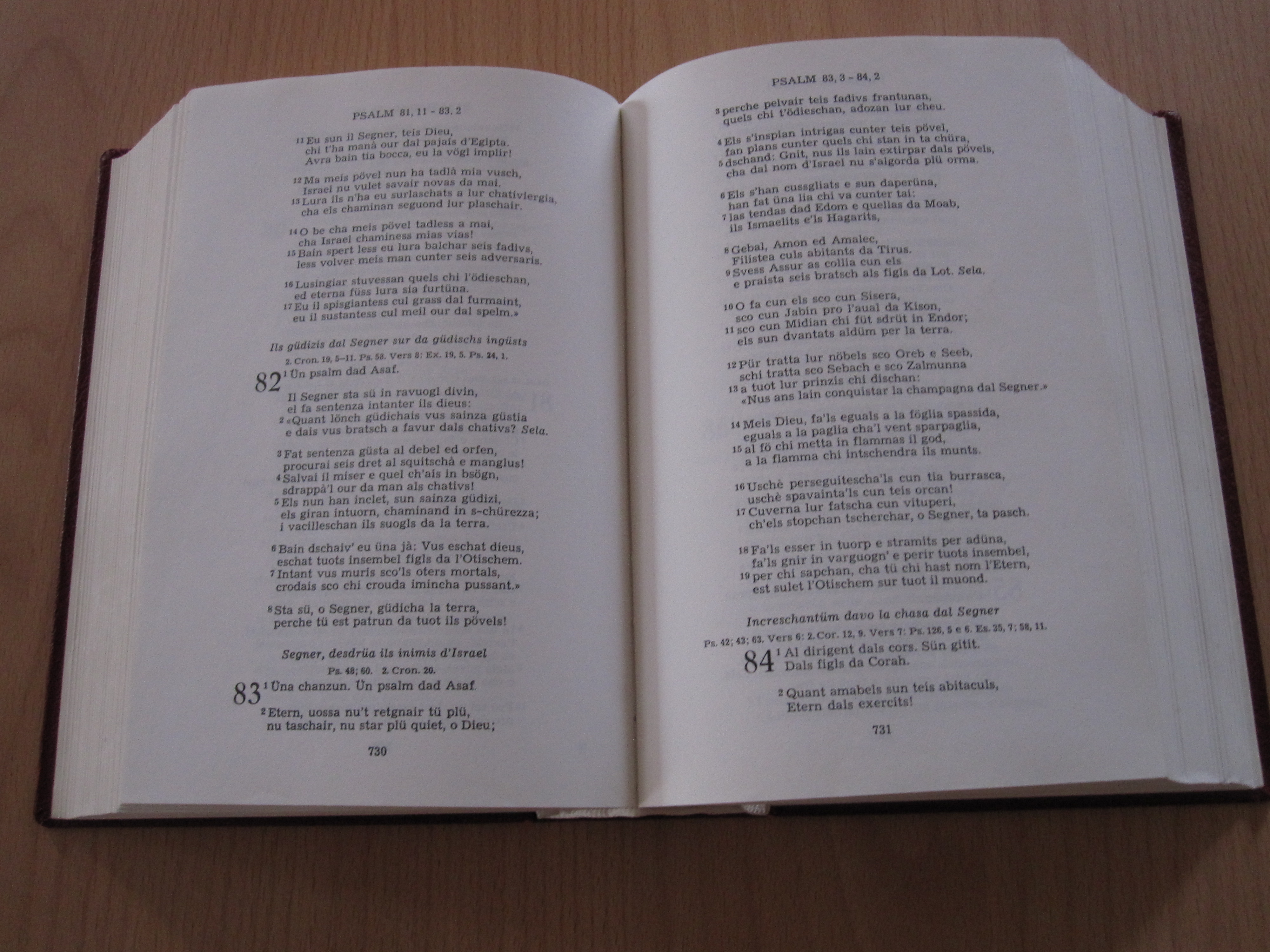
Die aufgeschlagene Soncha Scrittüra (im Buch der Psalmen)

Die Soncha Scrittüra (mit Artikel La Soncha Scrittüra, Ober- [dort: Sencha] und Unterengadinisch für «Die Heilige Schrift») ist die rätoromanische Bibelausgabe in der klassischen unterengadinischen Übersetzung der reformierten Pfarrer Rudolf Filli und Jachen Ulrich Gaudenz, die im Bereich der beiden ladinischsprachigen Kolloquien der evangelisch-reformierten Landeskirche Graubünden in Gebrauch ist.
Damit wird diese Bibel im Engadin, im Val Müstair und teilweise noch in Bergün im Gottesdienst und – seltener – im Unterricht verwendet.
Die Soncha Scrittüra zeichnet sich durch eine kultivierte Sprache aus, die ein Hochromanisch darstellt und noch grammatikalische Formen verwendet, die in der Alltagssprache nicht mehr vorkommen, wie z. B. die Vergangenheitsform des Passà defini.
Als Vorlage diente neben der hebräischen und altgriechischen Urversion in erster Linie die Zürcher Bibel in der revidierten Fassung von 1931 und daneben die Lutherbibel in der Fassung von 1912.
Die Soncha Scrittüra ging im Jahr 1953 in Druck und wurde in einer Erstauflage von 5'000 Exemplaren in Samedan hergestellt. 1980 erfolgte ein Nachdruck.